# NO$GBA
NO$GBA (No Cash Game Boy Advance) é um emulador de Game Boy Advance e Nintendo DS para Microsoft Windows e MS-DOS. Ele suporta a maioria dos jogos comerciais. NO$GBA inclui uma variedade de opções para emulação. Um dos fatos importantes é que na versão 2.6a ele tem a característica de buscar automaticamente o tipo de save (que antes era um pesadelo aos jogadores e desenvolvedores).

## História
O desenvolvimento do NO$GBA começou como NO$GB, um Emulador de Game Boy, então ofereceu suporte a Game Boy Advance, mudando seu nome para NO$GBA e então dando suporte a Nintendo DS.
A versão 2.6a traz algumas características novas: a escolha do tipo de save automaticamente pelo emulador, gráficos 3D de software (nocash) corrigidos e uma melhoria no núcleo de processamento gráfico, todavia alguns problemas de áudio e vídeo ainda existem. No dia 23 de Maio de 2013, a versão 2.7 é lançada, após 5 anos sem atualizações.